# Tiergeschichte
Tiergeschichte ist ein Forschungsbereich der Geschichtswissenschaft, der sich mit Mensch-Tier-Beziehungen in der Geschichte und mit der Geschichtlichkeit von Tieren befasst. In Anlehnung an die Human-Animal Studies beschäftigt er sich außerdem mit der Geschichtsmächtigkeit von Tieren.

## Geschichte des Forschungsfeldes
Die Erforschung von Mensch-Tier-Beziehungen ist weder ein neuer Forschungsbereich noch ist er auf die Geschichtswissenschaften reduziert.
Agrar-, Natur- und Symbolgeschichte beschäftigen sich bereits seit ihrer Begründung mit dem Tier, jedoch aus einer Perspektive, die entweder die Nutzung der Tiere oder ihren Symbolcharakter in seiner Funktion für den Menschen untersuchte, nicht aber das Tier zum Zentrum der Untersuchungen machte.
Die Zentralität des Tieres für die Verhandlung menschlicher Geschichte wurde aber seit den 1990er Jahren verstärkt und auch aus einer anderen Perspektive im anglo-amerikanischen Raum neu aufgegriffen. Nicht länger sollte der Mensch in den Mittelpunkt solcher Verhandlungen gestellt werden, dem historischen Tier selbst wollte man sich widmen.
Dieser Paradigmenwechsel wurde nicht nur in der Geschichtswissenschaft vollzogen, sondern auch in Sozial-, Geistes- und Kulturwissenschaften. Dieser interdisziplinäre Blick dominierte auch die weitere Entwicklung der Tiergeschichte. Mit der Ausrufung des „Animal turn“ durch die amerikanische Umwelthistorikerin Harriet Ritvo begann die Tiergeschichte sich als Subdisziplin zu etablieren. Diese Begrifflichkeit knüpft an andere „turns“ bzw. kulturwissenschaftliche Wenden an. Dies soll die Anschlussfähigkeit und Relevanz für die historische Forschung unterstreichen. Skepsis bestand zunächst insbesondere aufgrund der nutzbaren Quellen, in denen die Perspektive der Tiere nur indirekt nachzuvollziehen ist. Der interdisziplinäre methodische und theoretische Zugriff, den die Tiergeschichte wählt, soll deshalb insbesondere bei der Relektüre der Quellen helfen. Die Zäsur, die der „Animal turn“ bedeutet, spiegelte auch gesamtgesellschaftliche Neukonzeptionen des Tier-Mensch-Verhältnisses wider. Mit dem neuen Zugriff auf das Tier haben sich die etablierten Subdisziplinen der Geschichtswissenschaft (Wissenschaftsgeschichte, Transfergeschichte, Kolonialgeschichte) neu inspirieren lassen und neue Ansätze entwickeln können. Vor allem der Raumgeschichte, der Stadtgeschichte und der Körpergeschichte kommt ein besonderer Stellenwert innerhalb der Tiergeschichte zu.

## Themen
Die Tiergeschichte beschäftigt sich mit Tieren im Zuge historischer Prozesse, der geschichtlichen Verhandlung von Mensch-Tier-Beziehungen und dem konkreten Handeln von Tieren in diesen Prozessen. Im Zentrum der Forschung stehen historische Meta-Ereignisse wie Domestizierung, Urbanisierung, Industrialisierung und Kolonisation. Während allen historischen Epochen und besonders während der genannten Prozesse – davon geht die Tiergeschichte aus – standen Tiere in unterschiedlichen und sich verändernden Beziehungen zum Menschen, sei es als Nutztier, Haustier oder Statussymbol, als Gefährte oder Konkurrent. Dabei interessiert die Tiergeschichte die Verschiebungen hinsichtlich der Gleichheiten und Andersartigkeiten, die am Tier festgemacht worden sind. Deren Abbildungen und Sichtbarkeiten ermöglichen Rückschlüsse auf diese Veränderungen.
Als Analyserahmen für diese Sichtbarkeiten wird der Raum verwendet, hier besonders die Verlagerung des Tieres aus dem öffentlichen in den privaten Raum sowie die Verquickung von Staatlichkeit und privatem Raum, beispielsweise bei der Gesetzgebung (Tierschutzgesetzgebung, Steuergesetze).
Konkrete Untersuchungsfelder sind die Nutztierhaltung, Haustiere, Zoologische Gärten, Jagd, Tierzucht, Tiere im Sport und im militärischen Kontext, wobei letztgenannter Aspekt im Rahmen der Tiergeschichte nur eine untergeordnete Rolle spielt. Einen besonderen Zugriff stellt das Genre der Biographie dar, in der die Geschichte einzelner Tiere rekonstruiert wird.

## Theorie
Der Interpretation der Quellen werden unterschiedliche theoretische Modelle zugrunde gelegt. Diese theoretischen Modelle greifen gleichzeitig zentrale Fragestellungen nach der Individualisierung bzw. der Kollektivierung von Tieren auf. Ein prominenter Ansatz ist, Tieren agency (also Handlungs- bzw. Wirkungsmächtigkeit) zuzusprechen und hierbei wird maßgeblich auf die Akteur-Netzwerk-Theorie zurückgegriffen. Diese Theorie spricht Tieren als „nichtmenschlichen Wesen“ Akteursstatus zu und – mit Referenzen auf einen ihrer Hauptvertreter, Bruno Latour – geht sie davon aus, dass im Sinne einer symmetrischen Anthropologie der Kultur-Natur-Dualismus aufgehoben werden muss, um Tiere als geschichtlich Handelnde sichtbar zu machen. Mit Latour wird weiterhin die soziale Ebene zwischen Mensch und Tier fruchtbar gemacht, woraus eine relationale Existenz von Mensch und Tier sichtbar gemacht wird. Betont wird auch, dass sowohl Menschen als auch andere Tiere immer wieder neu als Akteure „produziert“ werden müssen. Verwiesen wird hierbei auch auf das Modell einer „co-constitutive relationship“, das von der amerikanischen Wissenschaftshistorikerin und Biologin Donna Haraway entwickelt wurde und in dem sie insbesondere die enge Beziehung zwischen „companion species“ wiedergibt. Die geteilten Lebenswelten von Mensch und Tier, die im sozialen Handeln erscheinen, sind dabei für die Tiergeschichte ein primärer Ansatzpunkt der Forschung. Ein weiteres theoretisches Feld, das die Tiergeschichte beschreitet, ist das der Praxeologie. Diese ursprünglich soziologische Theorie wird für die Tiergeschichte nutzbar gemacht, wobei wiederum die Interaktion sozialer Akteure im Mittelpunkt steht. Die Tiergeschichte geht also davon aus, dass nicht nur die diskursiven, sondern auch die nichtdiskursiven Praktiken der Tier-Mensch-Beziehung zu beachten sind und dass Materielles und Semiotisches zusammengebracht werden muss. Für die Tiergeschichte bietet sich die Kontextualisierung und Erforschung der Verschränkung von Ort und Zeit an. Damit steht sie jedoch erst am Anfang ihrer Untersuchung.

## Methode
Die Tiergeschichte greift auf den methodischen Fundus der gesamten Geschichtswissenschaften zurück. Zugänge, zum Beispiel der Natur-, Zivilisations- und Mentalitätsgeschichte sowie der neuen Sozial- und Kulturgeschichte werden dabei genutzt und neu interpretiert.
Der wohl am häufigsten verwendete methodische Zugriff stellt die Untersuchung der Tier-Mensch-Beziehung in den Mittelpunkt. Diese Beziehungskonstellationen werden beispielsweise als „entangled history“ begriffen, bei der es gilt, die Akteure eines Netzwerkes in Beziehung zu setzen und als gleichsam miteinander verbunden zu begreifen.
Weitere Ansätze sind der biographisch-subjektivistische, der handlungsorientierte, in dem der Fokus auf den Akteuren liegt, sowie der praxeologisch-performative.
Die Untersuchung der Tiersymboliken, die methodisch dem Repräsentationsansatz unterliegt, ist ebenso Teil der Tiergeschichte, auch, wenn es ihr primär um die Verhandlung menschlicher Geschichte geht.
Tiergeschichte als Raumgeschichte untersucht den von Mensch und Tier geteilten Raum.
Diskursgeschichtliche Methoden werden von der Tiergeschichte genutzt, um animalische Zuschreibungen an den Menschen sowie umgekehrt menschliche Zuschreibungen an das Tier auszuloten.
Die disparate Quellenlage wird in Ansätzen durch den ethologischen Zugriff kompensiert.
Den unterschiedlichen methodischen Zugriffsmöglichkeiten ist gemeinsam, dass das vorhandene Quellenmaterial „gegen den Strich gebürstet“ wird und im Sinne der symmetrischen Anthropologie neu gelesen wird.

## Vertreter des Forschungsfeldes
Prominente Vertreter im angloamerikanischen Raum sind u. a. Harriet Ritvo, Hilda Kean, Erica Fudge, Susan McHugh, Susan Pearson, Nigel Rothfels, Brett Walker, Brett Mizelle und Kathleen Kete, während die deutsche Forschung von Gesine Krüger, Aline Steinbrecher, Clemens Wischermann, Mitchell Ash, Maren Möhring, Rainer Pöppinghege, Pascal Eitler, Anna-Katharina Wöbse, Mieke Roscher und Dorothee Brantz vertreten wird.

## Theoretiker
Bezug genommen wird in der Theoriebildung auf: Giorgio Agamben, Donna Haraway, Bruno Latour, Jacques Derrida, Gilles Deleuze/Félix Guattari, Elias Canetti, Walter Benjamin, Michel Foucault und Claude Lévi-Strauss.

## Institutionalisierung
Die Tiergeschichte in Deutschland hat sich seit 2011 um das Forschungsnetzwerk „Animals and History – Tiere und Geschichte“ gruppiert, das sich einmal im Jahr zu einer Konferenz trifft. Eine Professur für Mensch-Tier-Geschichte besteht zudem an der Universität Kassel. Seit 2012 erscheint die interdisziplinär ausgerichtete, stark historisch interessierte Fachzeitschrift „Tierstudien“.

### Englisch
- Pascal Eitler, Animal History as Body History: Four Suggestions from a Genealogical Perspective, in: Body Politics 2 (2012), Heft 4, S. 259–274.[17]
- Erica Fudge, What was it like to be a Cow? History and Animal Studies, in: Linda Kalof (Hrsg.), The Oxford Handbook of Animal Studies, doi:10.1093/oxfordhb/9780199927142.013.28
- Linda Kalof, Brigitte Resl (Hrsg.), A Cultural History of Animals, Volumes 1-6, London.
- Linda Kalof, Looking at Animals, London 2007.
- Hilda Kean, Challenges for Historians writing Animal-Human History: What is really enough?, in: Anthrozoös 25 (2012), S. 57–72.
- Kathleen Kete, The Beast in the Boudoir. Petkeeping in nineteenth-Century Paris, Berkeley 1994.
- Clay McShane, Joel A. Tarr, The Horse in the City. Living Machines in the Nineteenth Century, Baltimore 2009.
- Harriet Ritvo, The Animal Estate. The English and other Creatures in The Victorian Age, Harvard 1987.
- Mieke Roscher, André Krebber, Brett Mizelle (Hrsg.), Handbook of Historical Animal Studies, Berlin 2021.
- Nigel Rothfels (Hrsg.), Representing Animals, Bloomington 2002.

### Deutsch
- Mitchell Ash (Hrsg.), Mensch, Tier und Zoo. Der Tiergarten Schönbrunn im internationalen Vergleich vom 18. Jahrhundert bis heute, Wien 2008.
- Dorothee Brantz, Christof Mauch (Hrsg.), Tierische Geschichte. Die Beziehung von Mensch und Tier in der Kultur der Moderne, Paderborn 2010.
- Pascal Eitler, Maren Möhring, Eine Tiergeschichte der Moderne. Theoretische Perspektiven, in: Traverse 15 (2008), S. 91–106.
- Pascal Eitler, In tierischer Gesellschaft. Ein Literaturbericht zum Mensch-Tier-Verhältnis im 19. und 20. Jahrhundert, in: Neue Politische Literatur 54 (2009), S. 207–224.
- Gesine Krüger, Aline Steinbrecher, Clemens Wischermann (Hrsg.), Tiere und Geschichte. Konturen einer Animate History, Stuttgart 2014.
- Anett Laue: Das sozialistische Tier. Auswirkungen der SED-Politik auf gesellschaftliche Mensch-Tier-Verhältnisse in der DDR (1949–1989), Köln 2017.
- Maren Möhring: Andere Tiere – Zur Historizität nicht/menschlicher Körper, in: Body Politics 2 (2015), Heft 4, S. 249–257.[18]
- Paul Münch, Tiere und Menschen. Ein Thema der historischen Grundlagenforschung, in: Paul Münch, Rainer Walz (Hrsg.), Tiere und Menschen: Geschichte und Aktualität eines prekären Verhältnisses, Paderborn 21998, S. 9–34.
- Mieke Roscher, Where is the animal in this text? Chancen und Grenzen einer Tiergeschichtsschreibung, in: Chimaira –Arbeitskreis für Human-Animal-Studies (Hrsg.), Human-Animal-Studies. Über die gesellschaftliche Natur von Mensch-Tier-Verhältnissen, Bielefeld 2011, S. 121–151.
- Mieke Roscher, Human-Animal Studies, Docupedia-Zeitgeschichte (2012),[19]
- Mieke Roscher, Geschichtswissenschaft: Von einer Geschichte mit Tieren zu einer Tiergeschichte, in: R. Spannring et al. (Hrsg.), Disziplinierte Tiere? Perspektiven der Human-Animal Studies für die wissenschaftlichen Disziplinen, Bielefeld 2015, S. 75–100.
- Aline Steinbrecher, Auf Spurensuche. Die Geschichtswissenschaft und ihre Auseinandersetzung mit den Tieren, in: Westfälische Forschungen 62 (2012), S. 9–29.
- Clemens Wischermann (Hrsg.), Von Katzen und Menschen. Sozialgeschichte auf leisen Sohlen, Konstanz 2007.

### Zeitschriften
- Tierstudien[20]
- Society & Animals[21]
- Anthrozoös

Folgende Zeitschriften haben eine Themenausgabe zur Tiergeschichte:
- Traverse – Zeitschrift für Geschichte: Silke Bellanger, Katja Hürlimann, Aline Steinbrecher(Hrsg.), Themenheft »Tiere – eine andere Geschichte«, H. 3 2008.[22]
- Informationen zur modernen Stadtgeschichte: Clemens Wischermann (Hrsg.), Themenheft: »Tiere in der Stadt«, H. 2 2009.[23]
- WerkstattGeschichte: André Krebber, Mieke Roscher (Hrsg.), Themenheft »tiere« H. 56 2011.[24]
- Historische Anthropologie: Gesine Krüger, Aline Steinbrecher (Hrsg.), H. 18,2, 2011[25]
- Westfälische Forschungen: Rainer Pöppinghege (Hrsg.), Themenheft: »Mensch und Tier in der Region«, H. 62 2012.[26]
- History and Theory: David Gary Shaw (Hrsg.), Themenheft »Does history need animals?«, H. 52 2013.[27]
- Body Politics – Zeitschrift für Körpergeschichte: Maren Möhring (Hrsg.), Themenheft »Tierkörper«, H. 4 2014.[28]